# سوراخ وجهی
در ریاضیات، سوراخ وجهی (به انگلیسی: Holyhedron) نوعی چندوجهی است که وجوه آن حداقل حاوی یک سوراخ چند ضلعی شکل است و مرزهای سوراخ آن هیچ نقطه مشترکی با یکدیگر یا لبه وجوه ندارند.
این مفهوم برای اولین بار توسط جان هورتون کانوی ارائه شد. اصطلاح «سوراخ وجهی» توسط دیوید دبلیو ویلسون در سال ۱۹۹۷ به عنوان ساختن واژه ای جدید از چندوجهی (به انگلیسی: Polyhedron) و سوراخ (به انگلیسی: Hole) ساخته شد. کانوی همچنین برای یافتن مثالی، جایزه ای ۱۰۰۰۰ دلاری، تقسیم بر تعداد وجوه، پیشنهاد کرد.
تا سال ۱۹۹۹ که جید پی وینسون نمونه ای از یک سوراخ وجهی را با مجموع ۷۸۵۸۵۶۲۷ وجه ارائه داد، هیچ سوراخ وجهی ساخته نشده بود.بعداً مثال دیگری توسط دون هاچ ارائه شد، او در سال ۲۰۰۳ سوراخ وجهی با ۴۹۲ وجه ارائه کرد که ارزش آن مبلغی در حدود ۲۰٫۳۳ دلار جایزه بود.